# Draga Ljočić
Draga Ljočićová (22. února 1855 Šabac - 5. listopadu 1926 Bělehrad) byla první srbská lékařka. Byla také známá filantropka, sufražetka, jedna z prvních feministek. Jako jedna z mála žen vystudovala medicínu v Curychu, měla však velké problémy se později prosadit. Pracovala za tvrdších podmínek, než měli lékaři muži.
Celý život bojovala za zrovnoprávnění žen, založila několik ženských spolků, zasloužila se o vybudování nemocnice a domova pro opuštěné děti. Zúčastnila se balkánských válek i první světové války.

## Mládí, studia
Narodila se 25. února 1855 v Šabci v Srbsku manželům Dimovi a Marii Ljočićovým jako jejich páté dítě. Základní školu vychodila v Šabci, poté absolvovala v Bělehradě Vyšší ženskou a Lyceum. Na vysokoškolská studia se vydala do Švýcarska, stala se první Srbkou a jednou z mála žen, které byly přijaty na curyšskou lékařskou fakultu. V době těchto studií se seznámila s několika ruskými nihilistkami, což zřejmě ovlivnilo její pozdější politické cítění.
Studium přerušila, aby vstoupila do srbského vojska a zúčastnila se jako ošetřovatelka srbsko-turecké války (1876 - 1878). Za účast v bitvě na Šumatovci získala hodnost poručík.
Po návratu do Curychu dokončila studia diplomovou prací Příspěvek k operativnímu řešení fibriomu dělohy. Promovala v roce 1879 a stala se tak první srbskou lékařkou.

## Kariéra, dílo
Po návratu do Srbska se pokoušela zaměstnat v státních institucích, ale marně. Byla jí povolena, i to po velkém boji, soukromá lékařská praxe, jíž zahájila kariéru.
V roce 1881 byla přijata do bělehradské Všeobecné státní nemocnice, vedena a placena byla jako pomocná síla. Vzhledem k vysokému pracovnímu výkonu byla posléze povýšena na sekundářku, ale bez příslušných práv, která měli kolegové lékaři. Měla nižší plat, neměla právo na pravidelný služební postup ani na penzi.
Vnímala to jako ponížení a nespravedlnost, psala stížnosti na vyšší místa. Argumentovala mj. tím, že v roce 1885 (srbsko-bulharská válka) byli všichni mužští kolegové na frontě a ona jakožto jediná lékařská síla pracovala ve třech nemocnicích (Všeobecné, Klinice pro infekční nemoci a v Nemocnici pro zraněné ve válce). V stížnostech neuspěla, v roce 1889 byla naopak ze státní služby propuštěna. Provozovala pak až do konce první světové války privátní praxi.
Penze se však dočkala, po mnoha letech boje za rovnoprávnost žen (viz níže, odstavec Feministka a sufražetka) jí byla v roce 1924 penze přiznána.
Kromě lékařské činnosti přednášela. Zaměřovala se na osvětu matek, na péči o novorozence, překládala z ruštiny, francouzštiny a němčiny odborné knihy a články z oblasti gynekologie, porodnictví a pediatrie.
Zanechala osobní deník, který je cenným zdrojem poznatků jak o její osobě, tak o její době.

## Filantropka
Bez nároku na odměnu často léčila děti a sledovala pravidelně zdravotní stav dívek v dívčích školách. Spolu s dr. Lazem Lazarovićem léčila zadarmo dívky z Ženské dělnické školy.
V roce 1904 založila s dr. Jovanem Jovanovićem Sdružení matek (Materinjsko udruženje), stala se jeho první předsedkyní. Cílem Sdružení byla péče o opuštěné děti a o snižování novorozenecké úmrtnosti. Dr. D. Ljočićová si tím vysloužila nařčení z nemorálnosti, protože většina opuštěných dětí byla nemanželského původu. Vzdor odporu části veřejnosti se jí podařilo získat budovu, kde nezaopatřené děti ubytovávala, i materiální podporu od bělehradské radnice.
Byla jednou ze zakladatelek a první předsedkyní Spolku bělehradských lékařek, který vznikl v roce 1919. Spolek sbíral prostředky na výstavbu první nemocnice pro ženy a děti, v níž měly pracovat výhradně lékařky. Projekt byl realizován v roce 1929, tři roky po smrti dr. Ljočićové.

## Feministka a sufražetka
Emancipaci žen propagovala celým svým životem, osobním nasazením, veřejným vystupováním. V roce 1906 založila s dalšími aktivními ženami Srbský svaz žen.
Veřejně se domáhala politických práv pro ženy, zejména práva volebního, byla jednou z prvních sufražetek.

## Osobní život
Byla vdaná za Rašu Miločeviće, spoluzakladatele Národní radikální strany. Jeho politické aktivity, věznění za nedovolenou politickou činnost, odsouzení k smrti, poté omilostnění atp. nepředstavovaly klidné rodinné zázemí.
Manželé měli pět dcer, jedna z nich, Radmila, se vydala v matčiných stopách a vystudovala medicínu v Curychu.
Dr. Draga Ljočićová zemřela 5. listopadu 1926 v Bělehradu, je pohřbena na bělehradském Novém hřbitově.